# مدیسون (میسیسیپی)
مدیسون (به انگلیسی: Madison) شهری در ایالت میسیسیپی کشور ایالات متحده آمریکا است که جمعیت آن در سرشماری سال ۲۰۱۰ میلادی، ۲۴٬۱۴۹
نفر بوده‌است.